# Стадіон (Водзіслав-Шльонський)
«Міський центр спорту та відпочинку» (пол. «Stadion MOSiR w Wodzisławiu Śląskim») — багатофункціональний стадіон у місті Водзіслав-Шльонський, Польща, домашня арена ФК «Одра». 
Стадіон відкритий 1958 року. У 2003 році здійснено капітальну реконструкцію, в ході якої було встановлено систему освітлення, модернізовано трибуни, над однією із яких споруджено дах. 2007 року встановлено систему підігріву поля. У 2009 році за рахунок збільшення площі трибун було встановлено додаткові 500 місць, в результаті чого потужність стадіону становить 7 400 глядачів.
Окрім «Одри» домашні матчі на арені тимчасово приймали «Заглембє» (Сосновець) (2007), «П'яст» (Глівіце) (2008—2011) та «Подбескідзе» (2012).